# Maria Grazia Cucinotta
Maria Grazia Cucinotta (født 27. juli 1968 i Messina, på Sicilien) er en italiensk skuespiller og filmproducent. Hendes 
familie stammer fra Schweiz.

## Filmografi

### Som skuespiller
| År   | Titel                                    | Rolle              | Kommentar         |
| ---- | ---------------------------------------- | ------------------ | ----------------- |
|      | The Cook & the Critic                    | Marina             | Annonceret        |
| 2015 | Road to Capri                            | Julia              | pre-production    |
| 2016 | La ragazza dei miei sogni                |                    | I produktion      |
| 2015 | C'è sempre un perché                     | Maria              | post-production   |
| 2015 | Oggi a te... domani a me                 | Donatella          | post-production   |
| 2015 | Nomi e cognomi                           | Anna Riva          | post-production   |
| 2014 | Cam Girl                                 | Kontorlederen      |                   |
| 2014 | La moglie del sarto                      |                    |                   |
| 2014 | Maldamore                                |                    |                   |
| 2012 | Un amor de película                      | Laura              |                   |
| 2012 | Teresa Manganiello, Sui Passi dell'Amore | Fabrizia Gregorini |                   |
| 2012 | La tana del bianconiglio                 | Nadia              | Kortfilm          |
| 2011 | Transgression                            | Elena              |                   |
| 2011 | Ritualet                                 | Tante Andria       |                   |
| 2011 | Un giorno della vita                     |                    |                   |
| 2011 | The Opening                              | Maria              |                   |
| 2010 | Dopo quella notte                        |                    | Psykoanalytikeren |
| 2010 | L'imbroglio nel lenzuolo                 | Marianna           |                   |
| 2010 | The Museum of Wonders                    | Memè               |                   |
| 2010 | La bella società                         | Maria              |                   |
| 2009 | Death of the Virgin                      | Claudia            |                   |
| 2009 | Viola di mare                            | Agnese             |                   |
| 2009 | Fly Light                                | Caterina           |                   |
| 2009 | Flores negras                            | Martha             |                   |
| 2008 | Io non ci casco Dottoressa               | Rosa               | Kortfilm          |
| 2008 | Onde corte                               | Rebecca            |                   |
| 2007 | Last Minute Marocco                      | Valeria            |                   |
| 2007 | Sweet Sweet Marja                        | Katia              |                   |
| 2006 | Uranya                                   | Uranya             |                   |
| 2005 | De usynlige børn                         | Bartender          |                   |
| 2005 | Miracolo a Palermo!                      | Sara               |                   |
| 2004 | Mariti in affitto                        | Maria Scocozza     |                   |
| 2004 | Vaniglia e cioccolato                    | Penelope           |                   |
| 2001 | Strani accordi (Short)                   | Giulia             |                   |
| 2001 | Stregati dalla luna                      | Miria              |                   |
| 2000 | Just One Night                           | Aurora             |                   |
| 2000 | Picking Up the Pieces                    | Desi               |                   |
| 1999 | The World Is Not Enough                  | Cigarpigen         |                   |
| 1999 | Ballad of the Nightingale                | Alina              |                   |
| 1998 | La seconda moglie                        | Anna               |                   |
| 1998 | A Brooklyn State of Mind                 | Gabriela           |                   |
| 1997 | Camere da letto                          | Maddalena          |                   |
| 1997 | Il decisionista                          | Journalisten       |                   |
| 1997 | Il sindaco                               |                    |                   |
| 1997 | Sicilia                                  | Woman              | Kortfilm          |
| 1996 | Italiani                                 | Maria / Donatella  |                   |
| 1995 | I laureati                               | Letizia            |                   |
| 1995 | El día de la bestia                      | Susana             |                   |
| 1994 | Postbudet                                | Beatrice Russo     |                   |
| 1993 | Alto rischio                             | Olga               |                   |
| 1993 | Abbronzatissimi 2 - Un anno dopo         | Pedel              |                   |
| 1993 | Cominciò tutto per caso                  | Possession         |                   |
| 1990 | Vacanze di Natale '90                    | Arabella           |                   |
| 1990 | Viaggio d'amore                          |                    |                   |

### Som producer
| År   | Titel                      | Kommentar       |
| ---- | -------------------------- | --------------- |
| 2015 | C'è sempre un perché       | post-production |
| 2014 | Ma tu di che segno 6?      |                 |
| 2014 | Maldamore                  |                 |
| 2012 | Un amor de película        |                 |
| 2012 | Tulpa - Perdizioni mortali |                 |
| 2010 | L'imbroglio nel lenzuolo   |                 |
| 2009 | Viola di mare              |                 |
| 2008 | Io non ci casco            |                 |
| 2008 | Onde corte                 | Kortfilm        |
| 2005 | De usynlige børn           |                 |